# Anna Sundström (socialdemokrat)
Anna Maria Erica Sundström, född 29 september 1977, är en svensk utrikespolitisk expert med lång erfarenhet av svenskt utvecklingssamarbete och tidigare socialdemokratisk politisk tjänsteman. Sedan januari 2024 är hon generalsekreterare för International Rescue Committee, Norden. 
Mellan februari 2017 och maj 2023 var hon generalsekreterare för Olof Palmes internationella center. Bosatt i Sundbyberg, har Sundström även varit verksam som fritidspolitiker.[förklaring behövs]
Sundström arbetade från år 2000 till 2003 som internationell sekreterare för S-kvinnor och senare på Riksdagens internationella kansli. Mellan åren 2003 och 2006 var Sundström verksam som politisk sekreterare vid Socialdemokratiska riksdagsgruppens kansli. Efter valförlusten 2006 började Sundström arbeta på Olof Palmes internationella center.
Sundström har också arbetat på Jämställdhetsmyndigheten och på Utrikesdepartementets ministerkansli, som politiskt sakkunnig åt EU- och handelsminister Ann Linde.[när?]